# Quality of Government Institute
Quality of Government (QoG)-institutet är ett oberoende forskningsinstitut som tillhör Statsvetenskapliga institutionen vid Göteborgs universitet. Institutet grundades 2004 och leds av professorerna Bo Rothstein och Sören Holmberg. Institutets verksamhet finansieras delvis av medel från Knut och Alice Wallenbergs stiftelse, Vetenskapsrådet samt Riksbankens jubileumsfond. Namnet kommer från det engelska begreppet Quality of Government (QoG), vilket på svenska översätts till samhällsstyrningens kvalitet. 
QoG-institutets forskare bedriver forskning om orsaken till och konsekvenserna av korruption och samhällsstyrningens kvalitet. Forskningen fokuserar i första hand på det teoretiska och empiriska problemet hur politiska institutioner av hög kvalitet kan skapas och upprätthållas samt effekterna av korruption och samhällsstyrningens kvalitet på ett antal olika politikområden såsom till exempel hälsa, miljö, socialpolitik och fattigdom. Antalet forskare knutna till QoG-institutet gör det till ett av världens största forskningscentra inom forskningsområdet.
Sedan starten 2004 har QoG-institutet kontinuerligt samlat in data som på olika sätt är kopplat till forskningsområdet. Sedan 2008 har man även genomfört egna webbundersökningar bland experter inom offentlig förvaltning. Idag finns data från 1294 experter från 159 olika länder. All data finns sammanställd i olika databaser och är nedladdningsbar på institutets hemsida. På institutets hemsida finns även datavisualiseringsverktyg som gör det möjligt att skapa interaktiva kartor och spridningsdiagram.
Alla vetenskapliga artiklar, rapporter och working papers som producerats av institutets forskare finns tillgängliga för nedladdning på institutets hemsida.